# Prohairesis
La prohairesis (en grec ancien : προαίρεσις) est un concept de philosophie désignant un choix délibéré, une intention, ou une prise anticipée[pas clair].

## Concept
La prohairesis est introduite par Aristote dans l’Éthique à Nicomaque pour désigner la phase finale de toute action. Le concept est parfois employé dans d'autres de ses ouvrages, par exemple dans la Physique en II, 5, lors de la distinction entre finalité naturelle et finalité intentionnelle, cette dernière seulement relevant de la prohairesis. 
Ce concept relatif à la philosophie morale et à la philosophie de l'action est inséparable du concept de délibération et de celui de désir rationnel (à ne pas confondre avec la simple impulsion). On traduit parfois ce mot par « décision » ou « préférence », mais ces traductions sont datées et se révèlent peu conformes à l'idée d'une simple anticipation : la prohairesis est surtout une anticipation de la fin visée et des moyens de l'atteindre.
Pour Épictète, la prohairesis est la faculté qui distingue l’être humain de tous les autres êtres vivants.
Il définit la prohairesis comme une faculté :
- auto-théorétique (par exemple, Discours I,1,4 ; I,17,1-3 ; I,20,1-6)
- inaliénable (par exemple, Discours II,10,1 ; I,17,21)
- insubordonnable (par exemple, Discours II,10,1 ; I,17,21 ; IV,1,161)
- capable d’utiliser les représentations et, en même temps, de comprendre cet usage (par exemple, Discours II,8,4-8)
- rationnelle à laquelle toutes les autres facultés humaines sont subordonnées (par exemple, Discours II,23,6-15 ; II,23,20-29)

La prohairesis humaine est en pleine fonction :
- lorsque nous ressentons du désir ou de l’aversion
- lorsque nous ressentons un besoin impulsif ou de la répulsion
- lorsqu’il y a assentiment ou dissentiment.

La prohairesis peut prendre :
- soit une attitude selon dihairesis (grec ancien : διαίρεσις, « division ») ;
- soit une attitude selon contredihairesis.